# Antonie Lucemburská
Antonie Lucemburská (německy Antonina von Luxemburg, 7. října 1899, zámek Hohenburg – 31. července 1954, Lenzerheide) byla členkou lucemburské větve nasavsko-weilburské dynastie a sňatkem s Ruprechtem Bavorským poslední korunní princeznou Bavorského království.

## Rodina
Antonie Roberta Žofie Vilemína princezna Lucemburská se narodila v hohenburském zámku, v Lenggries, v Horním Bavorsku jako čtvrtá dcera lucemburského velkovévody Viléma IV., vládnoucího v letech 1905-1912, a Marie Anny, princezny z portugalské královské dynastie Braganzů.
Byla mladší sestrou dvou budoucích lucemburských velkovévodkyň: Marie Adély a Šarloty. Rodina Antonii říkala "Toni".

## Manželství a potomci
Antonie se stala druhou manželkou Ruprechta Bavorského. Pár byl zasnouben 26. srpna 1918. Ruprecht měl hodnost polního maršála v císařské německé armádě a úspěšně velel německému šestému vojsku v bitvě o Lotrinsko. To v době německé okupace Lucemburska vedlo ke kritice úzkých vazeb mezi lucemburskou velkovévodskou rodinou a Německým císařstvím a 10. ledna 1919 byla velkovévodkyně Marie Adéla nucena abdikovat. I přesto se mladší sestra Marie Adély, Antonie, 7. dubna 1921 za Ruprechta Bavorského provdala.
Antonie měla s Ruprechtem šest dětí:
- Jindřich František Vilém (28. března 1922 – 14. února 1958), ⚭ 1951 Anne Marie de Lustrac (27. září 1927 – 16. srpna 1999)
- Irmingard Marie Josefa Bavorská (29. května 1923 – 23. října 2010), ⚭ 1950 Ludvík Bavorský (22. června 1913 – 17. října 2008)
- Edita Marie Gabriela Anna (16. září 1924 – 4. května 2013), 1. ⚭ Tito Tommaso Maria Brunetti (1905–1954), 2. ⚭ Gustav Christian Schimert (1910–1990)
- Hildegarda Marie Gabriela (24. března 1926 – 5. května 2002), ⚭ 1949 Juan Bradstock Edgar Lockett de Loayza (1912–1987)
- Gabriela Adelgunda Marie Terezie Antonie (10. května 1927 – 19. dubna 2019), ⚭ 1953 Karel, vévoda z Croÿ (1914 –2011)
- Sophie Marie Therese (* 20. června 1935), ⚭ 1955 vévoda Jean-Engelbert z Arenbergu (1921–2011)

## Pozdější život
Jako odpůrci nacismu byli Antonie s Ruprechtem v roce 1939 nuceni odejít do exilu v Itálii. Odsud odešli do Maďarska. Když Německo v roce 1944 obsadilo Maďarsko, byla Antonie s dětmi zatčena, zatímco Ruprecht, zůstávající v Itálii, se zatčení vyhnul. Byli vězněni v koncentračním táboře Sachsenhausen. Na začátku dubna 1945 byli přemístěni do koncentračního tábora Dachau. Přestože byli v tomtéž měsíci osvobozeni, vězení podlomilo Antoniino zdraví; což vedlo k jejímu slibu, že již nikdy nevstoupí na německou půdu a zemřela o devět let později v Lenzerheide ve Švýcarsku.

## Tituly a vyznamenání

### Tituly
- 7. října 1899 – 7. dubna 1921: Její Velkovévodská Výsost princezna Antonie Lucemburská
- 7. dubna 1921 - 18. října 1921: Její Královská Výsost bavorská korunní princezna
- 18. října 1921 - 31. července 1954: Její Královská Výsost korunní princezna Antonie Bavorská, princezna lucemburská

### Národní vyznamenání
- : Nasavský domácí řád zlatého lva
- : Řád Adolfa Nasavského
- : Vojenský záslužný řád (Bavorsko)
- : Řád Terezin
- : Řád svaté Alžběty

### Zahraniční vyznamenání
- : Řád hvězdového kříže
- Prusko: Řád Luisin

## Vývod z předků
|                       |                                          |  |                       |                                         |  |  |  |  |  |  |  | Fridrich Vilém Nasavsko-Weilburský |
|                       |                                          |  |                       |                                         |  |  |  |  |  |  |  |                                    |
|                       | Vilém Nasavský                           |  |                       |                                         |  |  |  |  |  |  |  |                                    |
|                       |                                          |  |                       |                                         |  |  |  |  |  |  |  |                                    |
|                       |                                          |  |                       | Luisa Isabela z Kirchbergu              |  |  |  |  |  |  |  |                                    |
|                       |                                          |  |                       |                                         |  |  |  |  |  |  |  |                                    |
|                       | Adolf Lucemburský                        |  |                       |                                         |  |  |  |  |  |  |  |                                    |
|                       |                                          |  |                       |                                         |  |  |  |  |  |  |  |                                    |
|                       |                                          |  |                       | Fridrich Sasko-Altenburský              |  |  |  |  |  |  |  |                                    |
|                       |                                          |  |                       |                                         |  |  |  |  |  |  |  |                                    |
|                       | Luisa Sasko-Hildburghausenská            |  |                       |                                         |  |  |  |  |  |  |  |                                    |
|                       |                                          |  |                       |                                         |  |  |  |  |  |  |  |                                    |
|                       |                                          |  |                       | Šarlota Georgina Meklenbursko-Střelická |  |  |  |  |  |  |  |                                    |
|                       |                                          |  |                       |                                         |  |  |  |  |  |  |  |                                    |
|                       | Vilém IV. Lucemburský                    |  |                       |                                         |  |  |  |  |  |  |  |                                    |
|                       |                                          |  |                       |                                         |  |  |  |  |  |  |  |                                    |
|                       |                                          |  |                       | Fridrich Anhaltsko-Desavský             |  |  |  |  |  |  |  |                                    |
|                       |                                          |  |                       |                                         |  |  |  |  |  |  |  |                                    |
|                       | Fridrich August Anhaltsko-Desavský       |  |                       |                                         |  |  |  |  |  |  |  |                                    |
|                       |                                          |  |                       |                                         |  |  |  |  |  |  |  |                                    |
|                       |                                          |  |                       | Amálie Hesensko-Homburská               |  |  |  |  |  |  |  |                                    |
|                       |                                          |  |                       |                                         |  |  |  |  |  |  |  |                                    |
|                       | Adelaida Marie Anhaltsko-Desavská        |  |                       |                                         |  |  |  |  |  |  |  |                                    |
|                       |                                          |  |                       |                                         |  |  |  |  |  |  |  |                                    |
|                       |                                          |  |                       | Vilém Hesensko-Kasselský                |  |  |  |  |  |  |  |                                    |
|                       |                                          |  |                       |                                         |  |  |  |  |  |  |  |                                    |
|                       | Marie Hesensko-Kasselská                 |  |                       |                                         |  |  |  |  |  |  |  |                                    |
|                       |                                          |  |                       |                                         |  |  |  |  |  |  |  |                                    |
|                       |                                          |  |                       | Luisa Šarlota Dánská                    |  |  |  |  |  |  |  |                                    |
|                       |                                          |  |                       |                                         |  |  |  |  |  |  |  |                                    |
| 'Antonie Lucemburská' |                                          |  |                       |                                         |  |  |  |  |  |  |  |                                    |
|                       |                                          |  |                       |                                         |  |  |  |  |  |  |  |                                    |
|                       |                                          |  | Petr III. Portugalský |                                         |  |  |  |  |  |  |  |                                    |
|                       |                                          |  |                       |                                         |  |  |  |  |  |  |  |                                    |
|                       | Jan VI. Portugalský                      |  |                       |                                         |  |  |  |  |  |  |  |                                    |
|                       |                                          |  |                       |                                         |  |  |  |  |  |  |  |                                    |
|                       |                                          |  |                       | Marie I. Portugalská                    |  |  |  |  |  |  |  |                                    |
|                       |                                          |  |                       |                                         |  |  |  |  |  |  |  |                                    |
|                       | Michal I. Portugalský                    |  |                       |                                         |  |  |  |  |  |  |  |                                    |
|                       |                                          |  |                       |                                         |  |  |  |  |  |  |  |                                    |
|                       |                                          |  |                       | Karel IV. Španělský                     |  |  |  |  |  |  |  |                                    |
|                       |                                          |  |                       |                                         |  |  |  |  |  |  |  |                                    |
|                       | Šarlota Španělská                        |  |                       |                                         |  |  |  |  |  |  |  |                                    |
|                       |                                          |  |                       |                                         |  |  |  |  |  |  |  |                                    |
|                       |                                          |  |                       | Marie Luisa Parmská                     |  |  |  |  |  |  |  |                                    |
|                       |                                          |  |                       |                                         |  |  |  |  |  |  |  |                                    |
|                       | Marie Anna Portugalská                   |  |                       |                                         |  |  |  |  |  |  |  |                                    |
|                       |                                          |  |                       |                                         |  |  |  |  |  |  |  |                                    |
|                       |                                          |  |                       | Tomáš Löwenstein-Wertheim-Rosenberg     |  |  |  |  |  |  |  |                                    |
|                       |                                          |  |                       |                                         |  |  |  |  |  |  |  |                                    |
|                       | Konstantin Löwenstein-Wertheim-Rosenberg |  |                       |                                         |  |  |  |  |  |  |  |                                    |
|                       |                                          |  |                       |                                         |  |  |  |  |  |  |  |                                    |
|                       |                                          |  |                       | Žofie Windisch-Graetz                   |  |  |  |  |  |  |  |                                    |
|                       |                                          |  |                       |                                         |  |  |  |  |  |  |  |                                    |
|                       | Adelaida Löwenstein-Wertheim-Rosenberg   |  |                       |                                         |  |  |  |  |  |  |  |                                    |
|                       |                                          |  |                       |                                         |  |  |  |  |  |  |  |                                    |
|                       |                                          |  |                       | Karel Ludvík Hohenlohe-Langenburský     |  |  |  |  |  |  |  |                                    |
|                       |                                          |  |                       |                                         |  |  |  |  |  |  |  |                                    |
|                       | Anežka Hohenlohe-Langenburská            |  |                       |                                         |  |  |  |  |  |  |  |                                    |
|                       |                                          |  |                       |                                         |  |  |  |  |  |  |  |                                    |
|                       |                                          |  |                       | Amálie Henrietta ze Solms-Baruth        |  |  |  |  |  |  |  |                                    |
|                       |                                          |  |                       |                                         |  |  |  |  |  |  |  |                                    |